# Heute hier, morgen dort
Heute hier, morgen dort ist ein Folksong von Hannes Wader. Das Lied erschien erstmals 1972 auf Waders Album 7 Lieder. Die Melodie entstammt dem Song Indian Summer des US-amerikanischen Musikers Gary Bolstad; der deutsche Text ist von Wader. Seit 1972 beginnt er seine Konzerte mit diesem Stück. 

## Geschichte
Der amerikanischen Musiker Gary Bolstad hatte in den 1960er Jahren in Berlin Tiermedizin studiert und war dort in Folk-Clubs aufgetreten. 1997 übersetzte Bolstad, inzwischen wieder in den USA, Waders Text wiederum ins Englische. Das Ergebnis, Day to Day, sang Wader 1998 auf dem Live-Album Auftritt: Hannes Wader. 2001 sang er für das Album Wünsche erstmals auch die Urfassung Indian Summer ein.

## Rezeption
Heute hier, morgen dort wurde mit seiner eingängigen Melodie und dem – gemessen an vielen anderen Wader-Songs – wenig komplexen Text zu einer Art modernem Volkslied. Der Titel des Liedes ist darüber hinaus ein „geflügeltes Wort“ der deutschen Alltagssprache geworden, siehe Liste geflügelter Worte. Das Lied beschreibt das Lebensgefühl eines Menschen, der immer unterwegs ist, nie nach „Gestern und Morgen“ fragt, aber gelegentlich deswegen „schwere Träume“ hat. Das „Ich“ drückt seine äußere und innere Mobilität angesichts des stetigen Wandels der Welt aus, dem es sich in seiner Lebensweise anheimgibt.
Titel und Text knüpfen an die Tradition und Lebenshaltung der Wandervogel-Bewegung des frühen 20. Jahrhunderts an. Michael Köhler nannte in der Frankfurter Allgemeinen Zeitung das Lied einen „Song über die vielfältigen Eindrücke, die einem wie ihm [Wader] im unsteten Tourneeleben begegnen“.
Seit 1972 beginnt Wader seine Konzerte meist mit diesem Stück.  Nur zwischenzeitlich, als ihm das zu eintönig wurde, spielte er Gut wieder hier zu sein als erstes Stück, wechselte aber nach zwei Jahren wieder zu Heute hier, morgen dort. Das sei auf Wunsch seines Publikums geschehen und er plane nicht, es noch einmal zu ändern.

### Coverversionen
2007 coverte die Band Die Schröders den Song in einer Punkrock-Version. 2012 wurde das Lied von der Düsseldorfer Band Die Toten Hosen auf dem Album Die Geister, die wir riefen und von Slime auf dem Album Heute hier, morgen dort – Salut an Hannes Wader gecovert. 2014 präsentierten Dominik Plangger, Prinz und Cynthia Nickschas ihre Version auf dem 3Sat-Festival in Mainz. Eine Version von Philipp Poisel erschien als Bonustrack auf seinem Album Bis nach Toulouse.